# Gérard Houllier
Gérard Houllier, (Thérouanne, Francia, 3 de septiembre de 1947 - París, 14 de diciembre de 2020) fue un futbolista y entrenador de fútbol francés.

## Biografía
Su vinculación al fútbol se dio de manera curiosa, ya que comenzó a cursar la carrera de Filología inglesa en la Universidad de Lille Nord-de-France, y durante la misma pasó un año estudiando en la ciudad inglesa de Liverpool, donde jugó al fútbol de manera no profesional con el equipo amateur de la ciudad, el Alsop.
En 1973 comenzó su carrera como jugador-entrenador dirigiendo al AC Le Touquet. Cuatro años después, ya retirado como futbolista, se dedicó íntegramente a entrenar, dirigiendo al Nœux-les-Mines. Después pasaría por los banquillos del RC Lens, el Paris Saint-Germain, el Liverpool, el Olympique de Lyon y el Aston Villa.
Durante su etapa en el Paris Saint-Germain, llevó al conjunto parisino a la conquista de la Ligue 1 en 1986.
También fue entrenador de la selección francesa entre 1992 y 1993, dimitiendo al no poder conseguir la clasificación para el Mundial de Estados Unidos 1994. También formó parte del Comité Técnico de la FIFA y la UEFA en la Copa Mundial de 2002 y 2006, y fue director técnico de la Federación Francesa de Fútbol, ayudando a Aimé Jacquet en el Mundial de 1998.
En sus seis años al frente del Liverpool (1998-2004), ganó la FA Cup, dos Copas de la Liga, la Copa de la UEFA, la Community Shield y la Supercopa de Europa en 2001.
Posteriormente, firmó por el Olympique de Lyon y lo llevó a ganar dos títulos de la Ligue 1 y otros dos Trophée des Champions, antes de anunciar su renuncia al cargo el 25 de mayo de 2007.
Se convirtió en entrenador del Aston Villa en septiembre de 2010, llevando al equipo al 9.º lugar en la Premier League antes de renunciar a su puesto en junio de 2011 después de una hospitalización frecuente sobre los problemas del corazón.
Desde julio de 2012, Houllier fue el máximo jefe del fútbol en la empresa Red Bull. Es responsable del manejo de los equipos de esta marca en el mundo: El Red Bull Salzburgo austríaco, el RB Leipzig alemán, el New York Red Bulls estadounidense y el Red Bull Bragantino brasileño, así como de las academias juveniles de estos.

## Clubes

### Como jugador
| Club            | País       | Año       |
| --------------- | ---------- | --------- |
| Liverpool Alsop | Inglaterra | 1968-1969 |
| Hucqueliers     | Francia    | 1969-1971 |
| AC Le Touquet   | Francia    | 1971-1977 |

### Como entrenador
| Club                                       | País       | Año       |
| ------------------------------------------ | ---------- | --------- |
| AC Le Touquet                              | Francia    | 1973-1976 |
| Nœux-les-Mines                             | Francia    | 1976-1982 |
| RC Lens                                    | Francia    | 1982-1985 |
| París Saint-Germain                        | Francia    | 1985-1988 |
| Selección de fútbol de Francia (asistente) | Francia    | 1988-1992 |
| Selección de fútbol de Francia             | Francia    | 1992-1993 |
| Selección de fútbol sub-18 de Francia      | Francia    | 1994-1996 |
| Selección de fútbol sub-20 de Francia      | Francia    | 1996-1997 |
| Liverpool                                  | Inglaterra | 1998-2004 |
| Olympique de Lyon                          | Francia    | 2005-2007 |
| Aston Villa                                | Inglaterra | 2010-2011 |

## Palmarés
PSG
- Ligue 1 (1): 1985–86

Francia sub-18
- Campeonato de Europa Sub-19 de la UEFA (1): 1996

Liverpool
- FA Cup (1): 2000–01
- League Cup (2): 2000–01, 2002–03
- FA Community Shield (1): 2001
- Copa de la UEFA (1): 2000-01
- Supercopa de Europa (1): 2001

Lyon
- Ligue 1 (2): 2005–06, 2006–07
- Trophée des Champions (2): 2005, 2006